# Cascade des Jarrauds

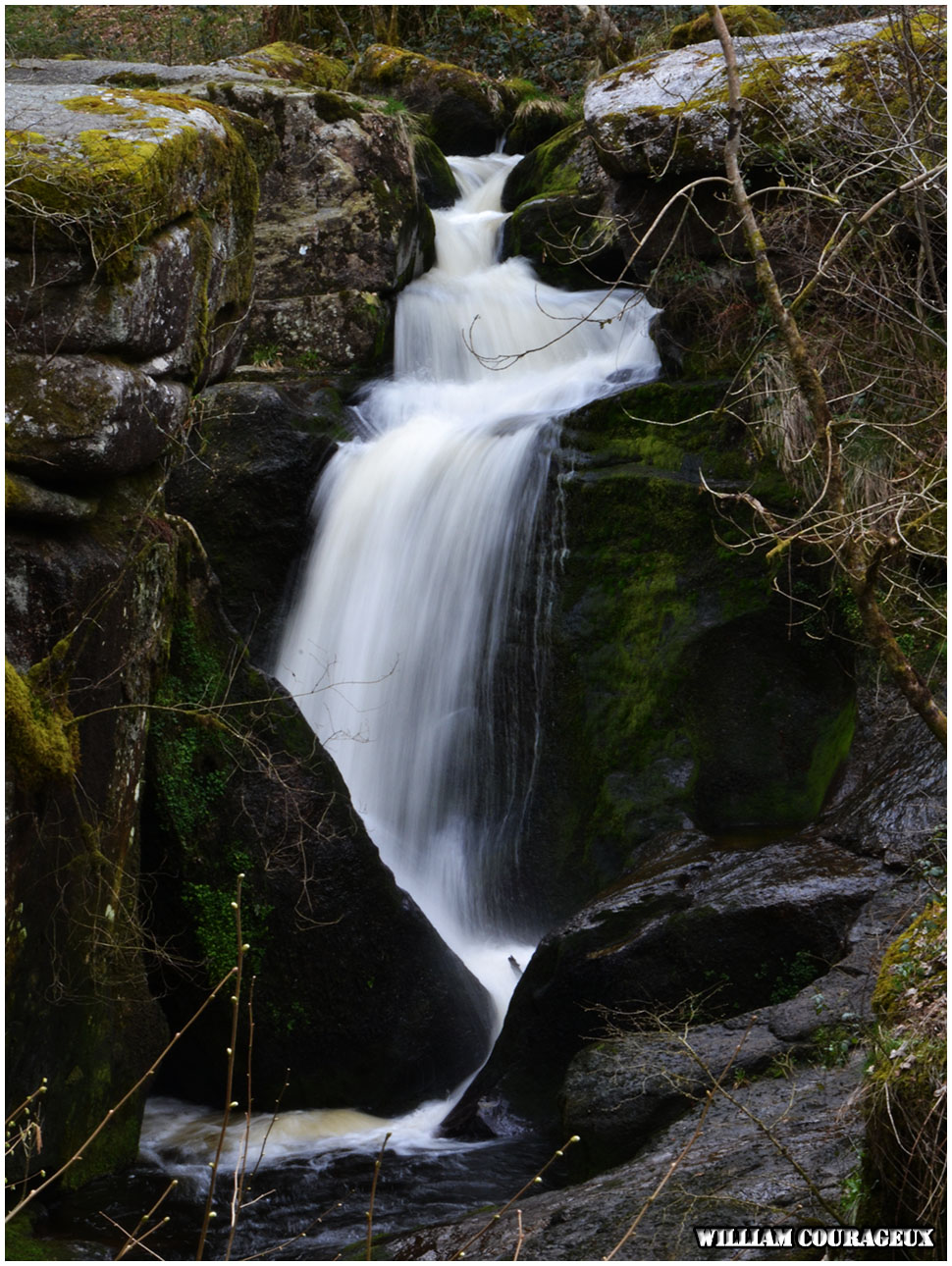
Cascade des Jarrauds en 2016 par William Photographie

La Cascade des Jarrauds, ou Jarreaux, située à Saint-Martin-Château dans la Creuse fait partie de la rivière la Maulde.
La cascade est un site inscrit depuis le 23 septembre 1939 et une extension a été faite pour sa périphérie  en 1990 y compris le village de Saint-Martin-Château.
Cependant son intérêt ne se limite pas à sa chute d'eau et à son environnement mais aussi à son histoire.

## Géographie
La Maulde, qui prend sa source dans la commune de Gentioux-Pigerolles, alimente notamment le lac de Vassivière, vaste mer intérieure de 1 100 hectares, créée vers les années 1950. Elle se jette dans le lac vers la presqu'île de Broussat, puis ressort au niveau du barrage de Vassivière. Mais la Maulde alimente également d’autres barrages sur son parcours : le barrage du Mont Larron, le barrage de Saint Julien le Petit, puis suit le lac de Ste Hélène à Bujaleuf.
C'est juste après avoir reçu les eaux de son affluent le Langladure qui vient de Royère-de-Vassivière, que la Cascade des Jarrauds se forme. En bas de la Cascade qui s'étend sur 3,2 kilomètres avec une dénivellation de 15 mètres, il y existe une usine qui a permis d'électrifier la commune de Bourganeuf en 1889.
Pour alimenter l'usine hydroélectrique, un bief a été construit à partir d'une retenue d'eau en amont de la cascade naturelle.

## Histoire
La Cascade des Jarrauds est devenue célèbre en 1889.
En effet, la ville de Bourganeuf fut la troisième ville française à recevoir l'électricité en 1886. Mais les eaux du ruisseau de Verger, qui avait accueilli la dynamo de sa première usine, furent trop basses pendant l'été de 1886 pour alimenter correctement les 60 lumières de Bourganeuf. On décida alors d'utiliser la cascade des Jarrauds d'une hauteur de 14 mètres et qui, elle, pouvait assurer une production largement suffisante. Mais cette cascade était située à 14 kilomètres de Bourganeuf.
C'est grâce à l'initiative de l'ingénieur Marcel Deprez, après trois ans d'études et un an de travaux effectués sous sa direction de juillet 1888 à avril 1889, que les installations des usines de la cascade des Jarrauds et de Bourganeuf furent les premières en France où l'on transporta l'électricité sur une telle distance. L'installation comprenait une turbine hydraulique de 130 ch avec une génératrice de 100 ch. Le câble électrique qui reliait les deux sites avait un diamètre de 5 mm. Pour couronner cette prouesse technique, le premier téléphone de la région reliait les installations de la cascade et de Bourganeuf, alors que l'utilisation commerciale du téléphone datait en France seulement de 1879. L'éclairage de Bourganeuf comportait alors 106 lampes : éclairage des rues, église, mairie, cafés.
Ainsi en 1889, Bourganeuf fut la première ville en France à utiliser une électricité produite à une distance relativement importante.
L'usine alimentera la ville de Bourganeuf jusqu'aux années 1940. Après la nationalisation de 1946 elle restera privée. Elle produit, aujourd'hui, du 25 000 volts en courant alternatif vendus à EDF.

## Tourisme
La fréquentation touristique est estimée à 21 000 personnes par an selon une étude de 2006.
Par ailleurs, le GR de pays des cascades, landes et tourbières est un nouveau circuit de 65 kilomètres permettant de relier Royère-de-Vassivière à Bourganeuf en passant par Saint-Pierre-Bellevue, Saint-Pardoux-Morterolles, Faux-Mazuras, Saint-Martin-Château, Saint-Junien-la-Bregère. Le circuit permet de visiter de nombreux sites naturels et monuments remarquable de la région dont la Cascade des Jarrauds mais aussi des tourbières, les Cascades et champs de pierres d’Augerolles, le Moulin d'Augerolles, les Tours Zizim, les ponts de planche en granit, des Croix, les églises, les sites inscrits des Gorges du Verger et des Roches du Mazuras...Le circuit peut s'effectuer en à pieds en 3 ou 4 jours ou en 1 ou 2 jours en VTT ou à cheval.

## Personnages renommés

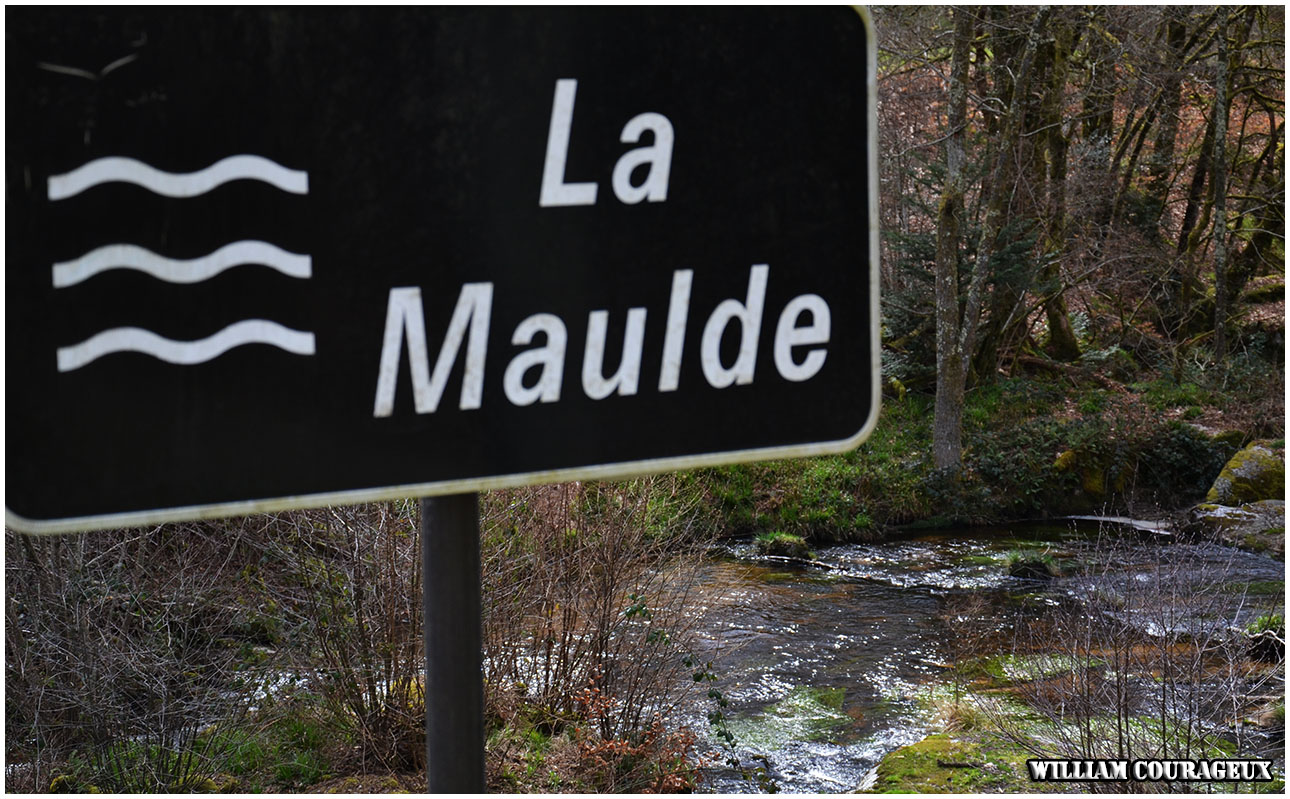
La Maulde est le cours d'eau qui alimente la cascade des Jarrauds.

- Marcel Deprez né à Aillant-sur-Milleron en 1843 et mort à Vincennes en 1918, est un ingénieur français ayant essentiellement travaillé sur l'électricité. De 1876 à 1886, Deprez mène les premiers essais de transport d'électricité sur de longues distances à Creil. À l'Exposition internationale d'électricité de Paris en 1881, il présente pour la première fois une installation de distribution d'énergie électrique alimentée par deux dynamos. Marcel Deprez permit de réaliser le transport de l'électricité entre les installations des usines de la Cascade des Jarrauds et Bourganeuf.

## Photos

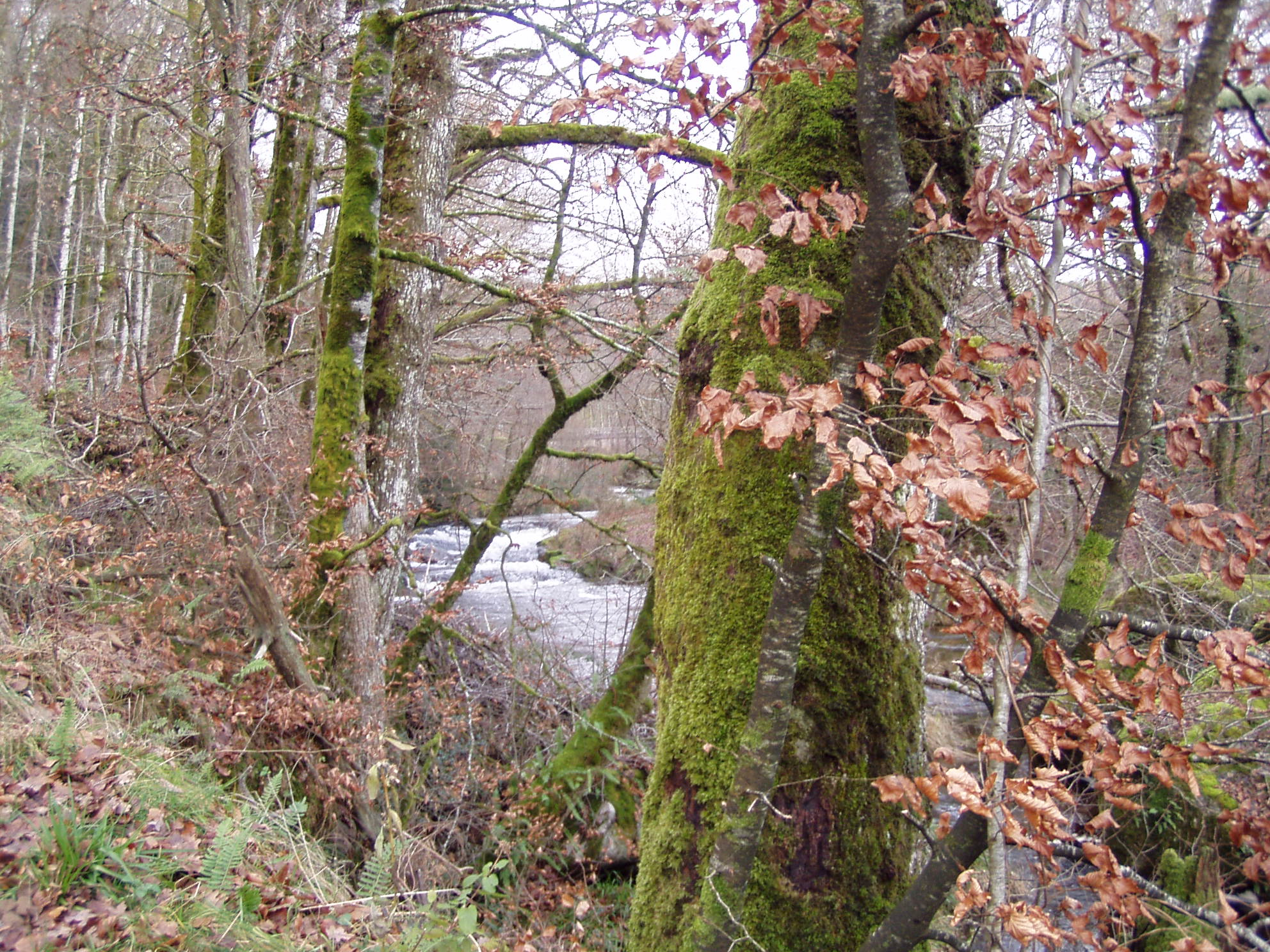
La Maulde en amont de la cascade des Jarrauds
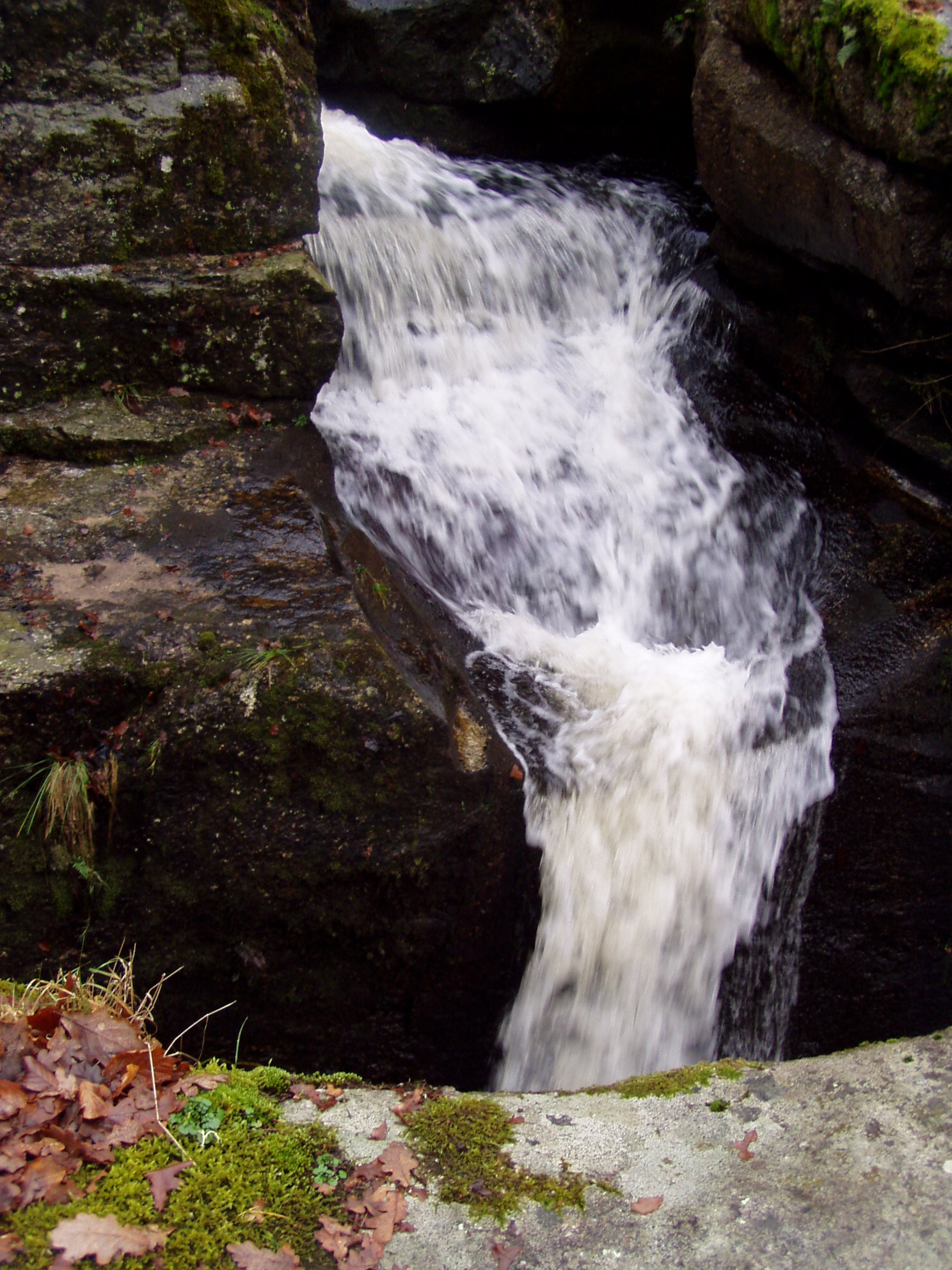
La Cascade des Jarrauds
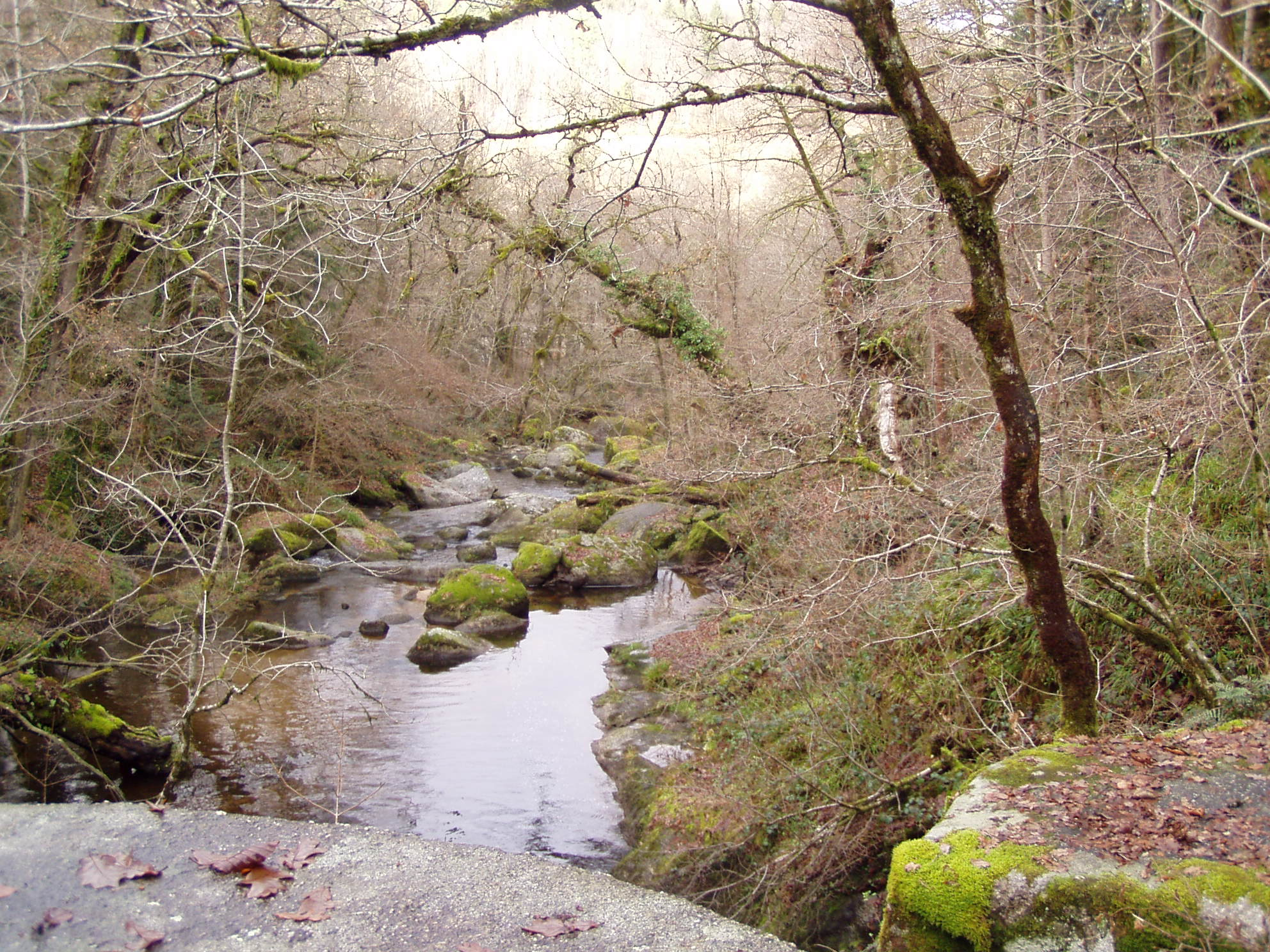
La Maulde au pied de la Cascade des Jarrauds
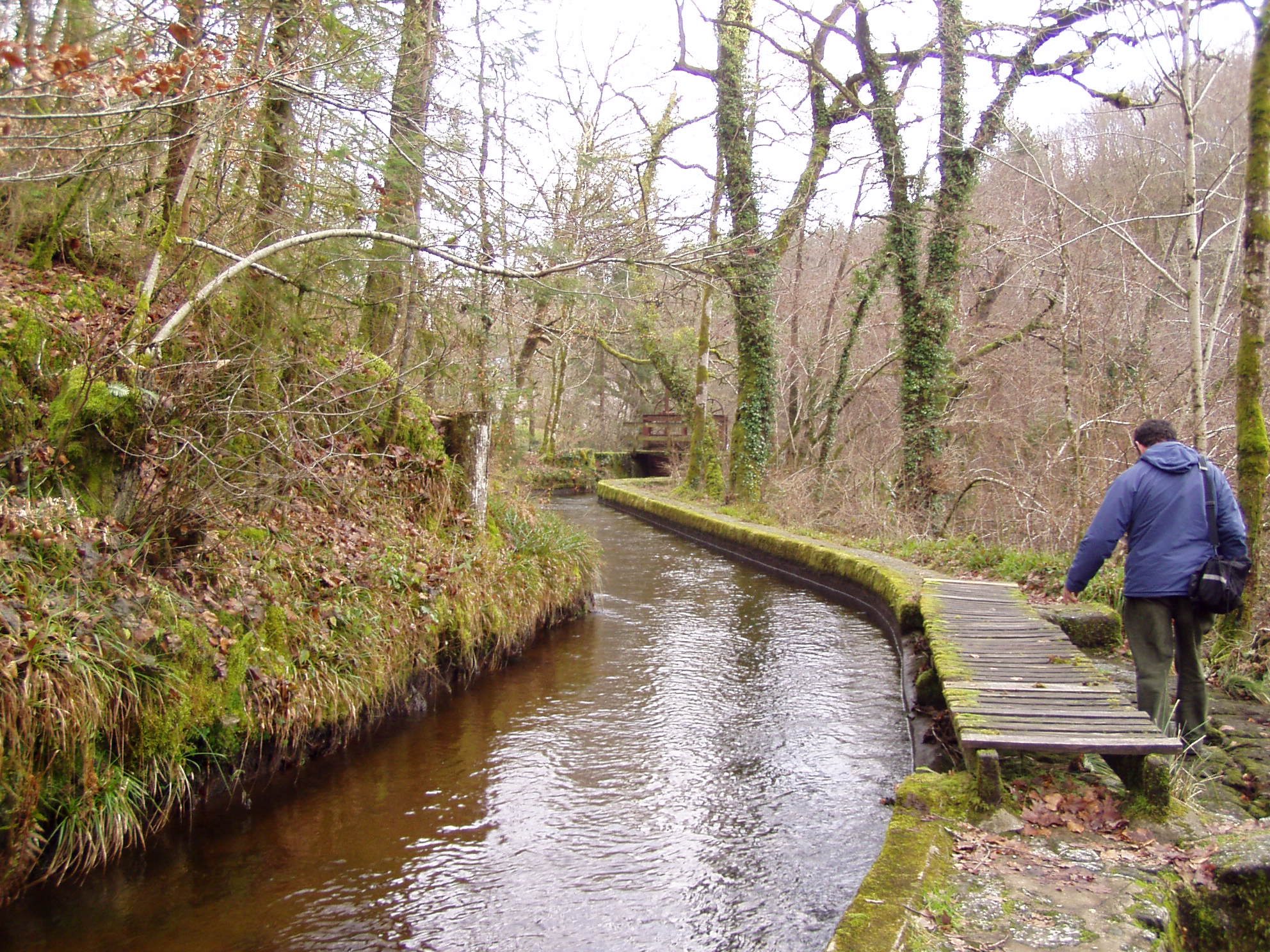
Le bief qui alimente la centrale électrique

## Pour approfondir